# Tonatico
Tonatico è un comune del Messico, situato nello stato di Messico.